# Hammersmith y Fulham
Hammersmith y Fulham ([ˈhæməsmɪθ ən ˈfʊləm]ⓘ en inglés: London Borough of Hammersmith and Fulham) es un municipio (borough) del Gran Londres, Inglaterra, situado al oeste de Kensington y Chelsea, al sur de Brent y al norte del río Támesis. Forma parte del Londres interior. Se encuentra atravesada por las principales carreteras este-oeste, la A4 Great West Road y la Westway A40. La autoridad local es el Hammersmith and Fulham London Borough Council.

## Historia

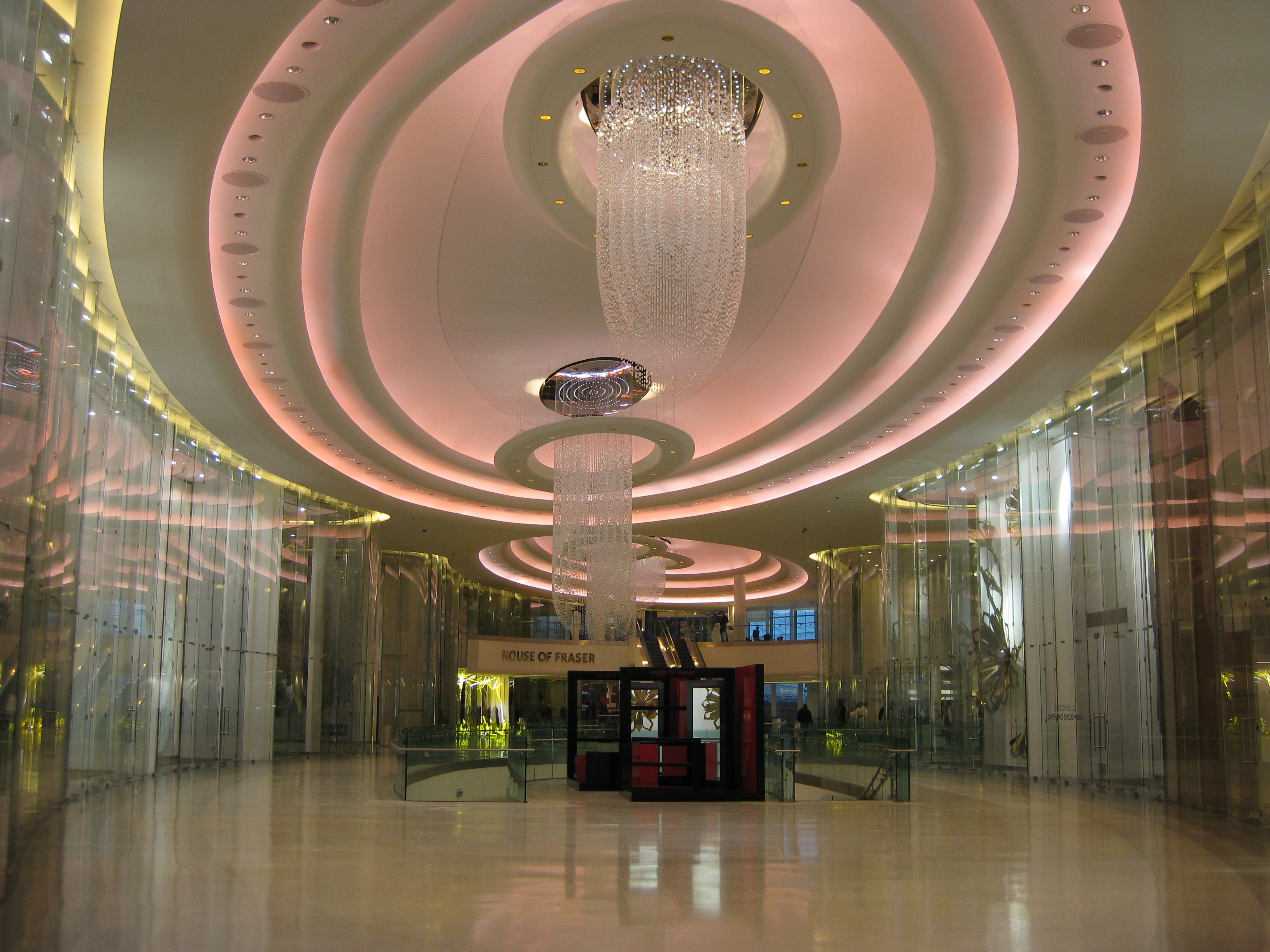
'The Village' en el centro comercial Westfield.

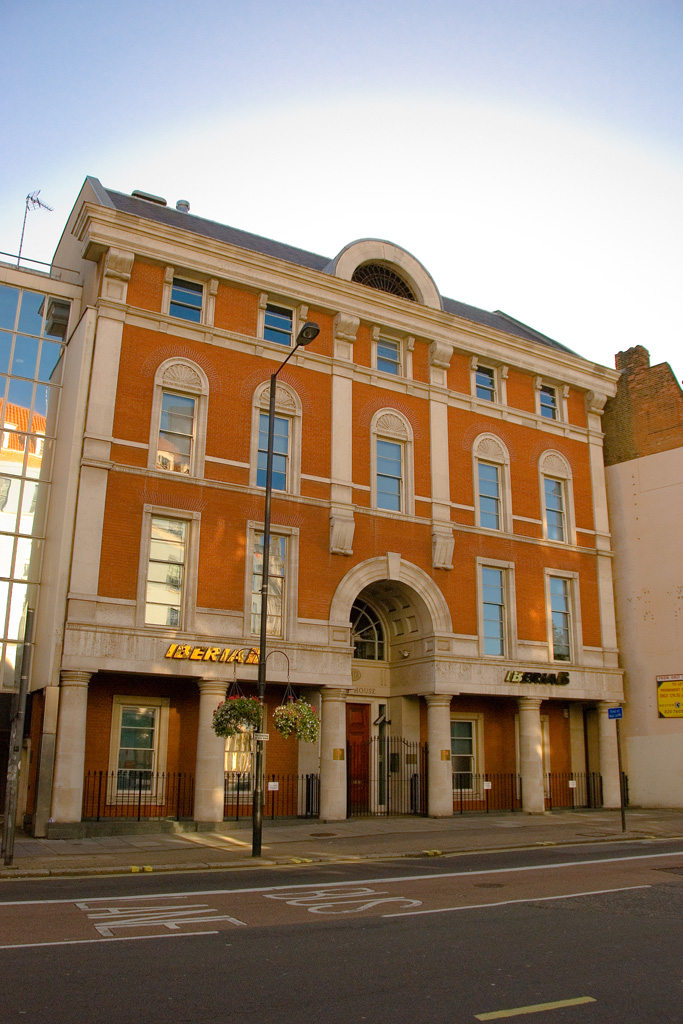
Iberia House ("Casa de Iberia").

Este municipio es el resultado de la fusión, en 1965, de los antiguos municipios metropolitanos de Hammersmith y Fulham. Era conocido solamente como Hammersmith hasta que el consejo del municipio le cambió el nombre el 1 de enero de 1979. Los dos habían estado unidos previamente como el "distrito de Fulham" entre 1855 y 1886.
En 1908 se celebraron en el municipio la Exposición franco-británica y los Juegos Olímpicos, en White City, pero el lugar tardó luego varias décadas en ser remodelado urbanísticamente. En 1960, la BBC abrió el BBC Television Centre, y en 2008, Westfield London, un centro comercial y con nuevas líneas de transporte, terminó finalmente la remodelación después de cien años.

## Distritos
El municipio incluye las siguientes zonas:
- Brook Green
- College Park
- East Acton
- Fulham
- Hammersmith
- Old Oak Common
- Parsons Green
- Sands End
- Shepherd's Bush
- Walham Green
- West Kensington
- White City
- East Chiswick
- North Chiswick

## Economía
El municipio albergaba oficinas de Iberia LAE en la Iberia House ("Casa Iberia").

## Deportes
El club de fútbol Chelsea, que disputa la Premier League, y los clubes Queens Park Rangers y Fulham, que disputan la Premier League, tienen sus estadios en Hammersmith y Fulham, y disputan entre sí el Derbi del Oeste de Londres.

## Ciudades hermanadas
- Anderlecht - Bélgica
- Boulogne-Billancourt - Francia
- Neukölln (Berlín) - Alemania